# Dorneni (Plopana), Bacău
Dorneni este un sat în comuna Plopana din județul Bacău, Moldova, România.